# Adam Waleskowski
Adam Waleskowski, (nacido el 26 de agosto de 1980 en Cape Girardeau, Misuri) es un jugador de baloncesto estadounidense con nacionalidad alemana que pertenece a la plantilla del BG 74 Göttingen. Con 2.03 metros de estatura, juega en la posición de ala-pívot. Es hermano del también baloncestista Keith Waleskowski.

## Trayectoria
- Florida State Seminoles  Estados Unidos  (2001–2005)
- Erdgas Ehingen/Urspringschule  Alemania (2005-2006)
- Étendard de Brest  Francia (2007)
- Besançon BCD  Francia(2007-2008)
- JSF Nanterre  Francia (2008)
- AE Achilléas Kaïmaklíou  Chipre (2009)
- Besançon BCD  Francia (2009-2010)
- AE Achilléas Kaïmaklíou  Chipre (2010)
- BG 74 Göttingen  Alemania (2010-2011)
- Apollon Limassol BC  Chipre (2011)
- BK Levickí Patrioti  Eslovaquia (2012)
- Sigal Prishtina  Kosovo (2012-2013)
- Düsseldorf Baskets  Alemania (2013)
- MHP Riesen Ludwigsburg  Alemania (2013-2016)
- BG 74 Göttingen  Alemania (2016-2017)
- MHP Riesen Ludwigsburg  Alemania (2017-2019)
- BG 74 Göttingen  Alemania (2019)
- Skyliners Frankfurt  Alemania (2020)
- BG 74 Göttingen  Alemania (2020- )